# 米哈伊尔·伊万诺维奇·巴尔苏科夫 (将军)
米哈伊尔·伊万诺维奇·巴尔苏科夫（俄语：Михаи́л Ива́нович Барсуков，1947年11月8日—），是俄罗斯陆军上将，是俄罗斯总统鲍里斯·尼古拉耶维奇·叶利钦的亲信之一，与亚历山大·瓦西里耶维奇·科尔扎科夫为至交，曾任俄羅斯聯邦安全局下属机构监察局局长。

## 生平
1947年，出生于利佩茨克的军人家庭。
1970年，毕业于莫斯科高等军事指挥学校。
1973年，任克里姆林宫警卫团副团长。
1989年，任克里姆林宫副警卫长。
1991年，任克里姆林宫警卫长。
1992年，任保卫总局局长。
1997年，任总统办公厅特别设施服务局局长。
1998年，任俄罗斯联邦安全会议机构军事监察局局长。